# Eerste Beeker Autobus Dienst
NV Eerste Beeker Autobus Dienst (EBAD) is een Nederlands voormalig openbaarvervoerbedrijf te Beek (Limburg). Het exploiteerde onder die naam busdiensten vanaf 1938, maar had voorgangers die al in 1923 begonnen waren. In 1977 ging EBAD op in Nedam's Autobus Onderneming (NAO), die sinds 1973 een dochteronderneming was van de Nederlandse Spoorwegen, en fuseerde met NAO en de Limburgsche Tramweg-Maatschappij (LTM) tot Verenigd Streekvervoer Limburg (VSL).

## Ontstaan
Garage Cartigny uit Sittard begon in 1923 als eerste een busdienst in Beek. Ook Pierre Kerckhoffs begon in 1923 een busdienst in Beek, Beek-Ulestraten-Meerssen-Maastricht. In 1925 waren er nog drie bedrijven bij gekomen, van Maessen, van Demandt en van garage Spronck, allen uit Maastricht. Zij reden allemaal op de lijn Sittard-Beek-Maastricht.
Vanwege de concurrentie verkocht Cartigny zijn bus aan Collard uit Elsloo. In 1926 legde de overheid de wildgroei in het openbaar vervoer aan banden. Voortaan waren vergunningen vereist. Garage Spronck haakte af. De overige vier bedrijven werden aangespoord tot samenwerking. Hieruit ontstonden twee bedrijven: Zuid-Limburgse Autobusdienst (ZLAD) van Demandt en Collard en Verenigde Autobusdienst-Central (VAD-Central) van Kerckhoffs en Maessen. De bedrijven gingen samenwerken en stelden vanaf 1930 een gezamenlijke dienstregeling op. Na het overlijden van Demandt ging de vergunning van ZLAD geheel naar Collard. De in 1937 opgerichte Commissie Vergunningen Personenvervoer (CVP) drong aan op volledige samenvoeging omwille van schaalvergroting. In 1938 gingen de twee bedrijven samen. De gekozen naam VADO kon niet worden gebruikt omdat deze al in gebruik was bij een busondernemer in Uithuizen. Daarom werd een nieuwe naam gekozen. Op 1 mei 1938 ging dit nieuwe bedrijf verder als Eerste Beeker Autobus Dienst (EBAD). De drie families kregen allemaal een gelijk aandeel in het nieuwe bedrijf. In 1939 werden twee lijnen overgenomen.

## Oorlogsjaren
Aan het begin van de Tweede Oorlog had EBAD vijf lijnen: Sittard-Beek-Maastricht, Maastricht-Borgharen-Itteren, Maastricht-Geulle, Sittard-Geleen-Stein en Sittard-Geleen-Hoensbroek. EBAD had twintig bussen om deze lijndiensten te rijden. De bezetter vorderde vrijwel onmiddellijk de helft van de bussen. Wegens gebrek aan benzine en dieselolie reden de resterende bussen op gas. De lijn Sittard-Hoensbroek werd op last van CVP aan LTM overdragen omdat deze in het gebied in LTM liep. Daartegenover moest LTM de buslijn Sittard-Geleen-Lindenheuvel afstaan aan EBAD. Tegen het einde van de oorlog werden de laatste rijvaardige bussen door terugtrekkende Duitse soldaten gevorderd.

## Wederopbouw
Aan het einde van de oorlog waren alleen nog vier wrakken over. Met behulp van verstopte onderdelen werden deze snel rijvaardig gemaakt en ingezet voor mijnwerkersvervoer. Met de instroom van nieuwe bussen kwam ook het streekvervoer langzaam weer op gang. Eind jaren 40 richtte EBAD een tourbedrijf op, EBATOURS. Het reizigersvervoer groeide. In 1956 beschikte EBAD over 32 lijnbussen en 8 touringcars. In Beek werd een nieuw kantoor gebouwd. De CVP verleende nieuwe vergunningen en EBAD ging in Zuid-Limburg samenwerken met LTM en de Internationale Autobus-Onderneming (IAO) uit Eygelshoven en Nieuwenhagen.
Na de annexatie van Itteren en Borgharen door de gemeente Maastricht werd de lijndienst Itteren-Borgharen overgedragen aan de Stadsbus Maastricht.
In de jaren zestig liep het streekvervoer door de stijgende welvaart langzaam terug. EBATOURS draaide goed. Eind jaren 60 stapte EBAD over op de nieuwe standaardstreekbus en begon EBAD met groepsvervoer voor scholieren van de Afcent school, in samenwerking met LTM, IAO en touringcarbedrijf Fortuna Cars.
Ebatours verzorgde met 18 touringcarvergunningen een uitgebreid reisprogramma met reizen naar Duitsland, Oostenrijk, Zwitserland, Frankrijk, Italië en Hongarije. Hiervoor werden toeristen opgehaald uit alle grote plaatsen ten zuiden van de lijn IJmuiden-Apeldoorn terwijl ook een servicelijn vanuit Hasselt en Genk in België werd onderhouden. Ebatours beheerde ook twee eigen hotels, in Westendorf (Oostenrijk) en Alpnach (Zwitserland) en 5 reisbureaus in Beek, Sittard, Brunssum (Afcent-terrein), Heerlen en in Maastricht. De vestiging in Maastricht voerde de naam Aviatours en verzorgde ook vliegreizen. Gedurende een seizoen werd zelfs met een eigen DC-7C gevlogen naar Spanje.

## Einde van EBAD
Door de teruggang in reizigers besloot de opvolger van CVP, de CVV (Commissie Vervoervergunningen) in 1970 de vervoerder VADAH uit Echt op te splitsen. De lijnen ten zuiden van Echt gingen naar EBAD, de lijnen ten noorden naar NAO. EBAD nam tien personeelsleden, zes bussen en de lijnen Echt-Susteren-Sittard-Maastricht en Sittard-Susteren-Maaseik over.
In 1974 werden het Managementteam Exploitatieve Samenwerking Openbaar-vervoerbedrijven (MT-ESO) en de NV ESO opgericht om het overleg en de samenwerking tussen de streekvervoerders te vergroten. Afgezien van de semioverheidsbedrijven LTM en NAO was er in Zuid- en Midden-Limburg een grote hoeveelheid zelfstandige busondernemers. Onder invloed van ESO werd de onderlinge samenwerking vergroot. In 1977 begon EBAD onderhandelingen met NAO. Later in dat jaar nam NAO de aandelen van EBAD over en besloot te gaan fuseren met LTM. Het nieuwe samenwerkingsverband tussen EBAD, NAO en LTM kreeg de naam Verenigd Streekvervoer Limburg (VSL). Hiermee kwam een einde aan EBAD. VSL nam geleidelijk de laatste particuliere vervoerders in Midden- en Zuid-Limburg over en fuseerde uiteindelijk in 1995 met Zuidooster tot de huidige Hermes Groep, die tot 10 december 2006 het hele streekvervoer in Limburg verzorgde, met uitzondering van de stadsdienst in Maastricht en streekvervoer in het Heuvelland.
Ebatours heeft nog enkele jaren geprobeerd zelfstandig te blijven voortbestaan onder andere door te gaan rijden voor Oad Reizen, maar kon de concurrentiestrijd niet aan en is aan een faillissement ten onder gegaan.

## Lijnennet
Het lijnennet van de EBAD is door de jaren heen uiteraard af en toe gewijzigd. In 1963 bestond het net uit de volgende lijnen:
- 1: Maastricht - Rothem - Meerssen - Geverik - Beek - Geleen - Sittard (halfuursdienst)
- 2: Sittard - Geleen - Lindenheuvel - Urmond - Berg
- 3: Geleen - Sittard - Einighausen - Lindenheuvel
- 4: Geleen - Sittard - Einighausen - Urmond - Stein
- 5: Maastricht - Borgharen - Itteren - Geulle - Beek
- 6: Beek - Emma II - Geleen

In 1970 werd lijn 1 verlengd naar Echt en werd het net uitgebreid met diverse andere trajecten in het zuidelijke deel van het voormalige VADAH-vervoergebied.